# Triticella periphanta
Triticella periphanta is een mosdiertjessoort uit de familie van de Triticellidae. De wetenschappelijke naam van de soort is voor het eerst geldig gepubliceerd in 1922 door Marcus.